# Lijst van rijksmonumenten in Veere (gemeente)
De gemeente Veere telt 312 inschrijvingen in het rijksmonumentenregister. Hieronder een overzicht.

## Aagtekerke
De plaats Aagtekerke telt 16 inschrijvingen in het rijksmonumentenregister. Zie Lijst van rijksmonumenten in Aagtekerke voor een overzicht.

## Biggekerke
De plaats Biggekerke telt 12 inschrijvingen in het rijksmonumentenregister. Zie Lijst van rijksmonumenten in Biggekerke voor een overzicht.

## Boudewijnskerke
De plaats Boudewijnskerke telt 1 inschrijving in het rijksmonumentenregister.
| Object                                    | Oorspronkelijke functie? | Bouwjaar       | Architect | Locatie          | Coördinaten?                 | Nr.?  | Afbeelding                                |
| ----------------------------------------- | ------------------------ | -------------- | --------- | ---------------- | ---------------------------- | ----- | ----------------------------------------- |
| Terrein waarin een vluchtberg/kasteelberg | Archeologisch monument   | 10e - 13e eeuw |           | Boudewijnskerke- | 51° 31' 8" NB, 3° 27' 58" OL | 46134 | Terrein waarin een vluchtberg/kasteelberg |

## Buttinge
De plaats Buttinge telt 1 inschrijving in het rijksmonumentenregister.
| Object | Oorspronkelijke functie? | Bouwjaar          | Architect | Locatie               | Coördinaten?                 | Nr.?   | Afbeelding |
| --- | ------------------------ | ----------------- | --------- | --------------------- | ---------------------------- | ------ | --- |
| Door een gracht/kreek omgeven terrein waarin zich een vlucht/kasteelberg bevindt met aangrenzend een verhoogd gelegen voorburcht of bruggehoofd | Archeologisch monument   | Late Middeleeuwen |           | Rorikshil;Perduinsweg | 51° 30' 8" NB, 3° 34' 17" OL | 508142 | Door een gracht/kreek omgeven terrein waarin zich een vlucht/kasteelberg bevindt met aangrenzend een verhoogd gelegen voorburcht of bruggehoofd |

## Domburg
De plaats Domburg telt 27 inschrijvingen in het rijksmonumentenregister. Zie Lijst van rijksmonumenten in Domburg voor een overzicht.

## Gapinge
De plaats Gapinge telt 8 inschrijvingen in het rijksmonumentenregister. Zie Lijst van rijksmonumenten in Gapinge voor een overzicht.

## Grijpskerke
De plaats Grijpskerke telt 11 inschrijvingen in het rijksmonumentenregister. Zie Lijst van rijksmonumenten in Grijpskerke voor een overzicht.

## Koudekerke
De plaats Koudekerke telt 13 inschrijvingen in het rijksmonumentenregister. Zie Lijst van rijksmonumenten in Koudekerke voor een overzicht.

## Krommenhoeke
De plaats Krommenhoeke telt 1 inschrijving in het rijksmonumentenregister.
| Object                                    | Oorspronkelijke functie? | Bouwjaar       | Architect | Locatie               | Coördinaten?                  | Nr.?  | Afbeelding                                |
| ----------------------------------------- | ------------------------ | -------------- | --------- | --------------------- | ----------------------------- | ----- | ----------------------------------------- |
| Terrein waarin een vluchtberg/kasteelberg | Archeologisch monument   | 10e - 13e eeuw |           | Locatie Hogelandseweg | 51° 30' 32" NB, 3° 32' 24" OL | 46137 | Terrein waarin een vluchtberg/kasteelberg |

## Mariekerke
De plaats Mariekerke telt 1 inschrijving in het rijksmonumentenregister.
| Object                | Oorspronkelijke functie? | Bouwjaar       | Architect | Locatie    | Coördinaten?                  | Nr.?  | Afbeelding            |
| --------------------- | ------------------------ | -------------- | --------- | ---------- | ----------------------------- | ----- | --------------------- |
| Vliedberg/Kasteelberg | Archeologisch monument   | 10e - 12e eeuw |           | Mariekerke | 51° 31' 37" NB, 3° 32' 31" OL | 45690 | Vliedberg/Kasteelberg |

## Meliskerke
De plaats Meliskerke telt 8 inschrijvingen in het rijksmonumentenregister. Zie Lijst van rijksmonumenten in Meliskerke voor een overzicht.

## Oostkapelle
De plaats Oostkapelle telt 42 inschrijvingen in het rijksmonumentenregister. Zie Lijst van rijksmonumenten in Oostkapelle voor een overzicht.

## Serooskerke
De plaats Serooskerke telt 8 inschrijvingen in het rijksmonumentenregister. Zie Lijst van rijksmonumenten in Serooskerke (Veere) voor een overzicht.

## Veere
De plaats Veere telt 145 inschrijvingen in het rijksmonumentenregister. Zie Lijst van rijksmonumenten in Veere voor een overzicht.

## Vrouwenpolder
De plaats Vrouwenpolder telt 5 inschrijvingen in het rijksmonumentenregister.
| Object | Oorspronkelijke functie? | Bouwjaar     | Architect | Locatie             | Coördinaten?                  | Nr.?  | Afbeelding                                                                                                  |
| --- | ------------------------ | ------------ | --------- | ------------------- | ----------------------------- | ----- | --- |
| Huis met gepleisterde tuitgevel. Schuiframen met kleine roedenverdeling                                     | woonhuis                 | 17e-18e eeuw |           | Dorpsdijk 40        | 51° 34' 34" NB, 3° 37' 2" OL  | 37006 | Upload foto                                                                                                 |
| Pand onder een zadeldak met het nr 44. Werkplaats. Twee platgedekte dakkapellen                             | werk-woonhuis            |              |           | Dorpsdijk 42        | 51° 34' 34" NB, 3° 37' 2" OL  | 37007 | Pand onder een zadeldak met het nr 44. Werkplaats. Twee platgedekte dakkapellen                             |
| Pand onder een zadeldak met het nr. 42. Topgevel aan de Vrouwenpolderseweg. Op de hoek ingebroken winkelpui | woonhuis                 |              |           | Dorpsdijk 44        | 51° 34' 34" NB, 3° 37' 3" OL  | 37008 | Pand onder een zadeldak met het nr. 42. Topgevel aan de Vrouwenpolderseweg. Op de hoek ingebroken winkelpui |
| Pelgrimskerk                                                                                                | Kerk en kerkonderdeel    | 1622         |           | Fort den Haakweg 2  | 51° 34' 36" NB, 3° 36' 60" OL | 37009 | Pelgrimskerk                                                                                                |
| Uitspanning Oranje Zon. Woonhuis in L-vorm met pannendak. Bakgoot op ijzeren steunen                        | woonhuis                 | 1726         |           | Koningin Emmaweg 26 | 51° 34' 57" NB, 3° 34' 58" OL | 37010 | Uitspanning Oranje Zon. Woonhuis in L-vorm met pannendak. Bakgoot op ijzeren steunen                        |

## Westkapelle
De plaats Westkapelle telt 6 inschrijvingen in het rijksmonumentenregister. Zie Lijst van rijksmonumenten in Westkapelle voor een overzicht.

## Zoutelande
De plaats Zoutelande telt 7 inschrijvingen in het rijksmonumentenregister. Zie Lijst van rijksmonumenten in Zoutelande voor een overzicht.
Borsele ·
Goes ·
Hulst ·
Kapelle ·
Middelburg ·
Noord-Beveland ·
Reimerswaal ·
Schouwen-Duiveland ·
Sluis ·
Terneuzen ·
Tholen ·
Veere ·
Vlissingen